# Džamija
Džamija (česky "Mešita", srbochorvatsky Џамија, 1967 m n. m.) je hora v pohoří Visočica v jižní části Bosny a Hercegoviny. Nachází se na území opštiny Konjic v Hercegovsko-neretvanském kantonu (Federace Bosny a Hercegoviny). Leží v krátkém hřebeni orientovaném ve směru SZ-JV severozápadně od vrcholu Veliki Ljeljen (1963 m). Džamija je nejvyšší horou celého pohoří.